# 1983年美國職棒大聯盟選秀
1983年美國職棒大聯盟選秀為大聯盟第19屆選秀。明尼蘇達雙城的提姆·貝爾契爾為該年的首輪選秀狀元。

## 第一輪選秀
圖示
|  | 入選美國職棒大聯盟全明星賽的球員     |
|  | 入選美國國家棒球名人堂暨博物館的球員 |

| 順位 | 球員              | 球隊             | 位置   | 畢業學校             |
| 1    | 提姆·貝爾契爾*    | 明尼蘇達雙城     | 右投   | 韋諾恩山納札雷恩大學 |
| 2    | 柯特·史提爾威爾   | 辛辛那提紅人     | 游擊手 | 千橡高中             |
| 3    | 傑夫·昆凱爾       | 德州遊騎兵       | 游擊手 | 萊德大學             |
| 4    | 艾迪·威廉斯       | 紐約大都會       | 三壘手 | 胡佛高中             |
| 5    | 史丹·希爾頓       | 奧克蘭運動家     | 右投   | 貝勒大學             |
| 6    | 傑基·大衛森       | 芝加哥小熊       | 右投   | 艾佛曼高中           |
| 7    | 達雷爾·阿克菲爾茲 | 西雅圖水手       | 右投   | 梅薩州立學院         |
| 8    | 羅比·懷恩         | 休士頓太空人     | 捕手   | 奧克拉荷馬州立大學   |
| 9    | 麥特·史塔克       | 多倫多藍鳥       | 捕手   | 洛薩托斯高中         |
| 10   | 雷·海沃德         | 聖地牙哥教士     | 左投   | 奧克拉荷馬大學       |
| 11   | 戴夫·克拉克       | 克里夫蘭印地安人 | 外野手 | 傑克森州立大學       |
| 12   | 羅恩·迪盧齊       | 匹茲堡海盜       | 外野手 | 坎波利諾高中         |
| 13   | 喬爾·戴維斯 *     | 芝加哥白襪       | 右投   | 山達伍德高中         |
| 14   | 瑞奇·史托爾       | 蒙特婁博覽會     | 右投   | 密西根大學           |
| 15   | 韋恩·道特森       | 底特律老虎       | 右投   | 艾斯塔卡多高中       |
| 16   | 布萊恩·霍爾曼 *   | 蒙特婁博覽會     | 右投   | 北方高中             |
| 17   | 泰瑞·貝爾 *       | 西雅圖水手       | 捕手   | 老道明大學           |
| 18   | 艾瑞克·索恩伯格   | 洛杉磯道奇       | 左投   | 衛奇塔州立大學       |
| 19   | 羅傑·克萊門斯     | 波士頓紅襪       | 右投   | 德州大學奧斯汀分校   |
| 20   | 史丹·傑弗遜 *     | 紐約大都會       | 外野手 | 白求恩-庫克曼大學    |
| 21   | 蓋瑞·瑟曼         | 堪薩斯市皇家     | 外野手 | 中北高中             |
| 22   | 瑞奇·喬丹         | 費城費城人       | 一壘手 | 葛蘭特高中           |
| 23   | 馬克·多蘭         | 加州天使         | 外野手 | 威斯康辛大學         |
| 24   | 吉姆·林德曼       | 聖路易紅雀       | 三壘手 | 布萊德利大學         |
| 25   | 韋恩·威爾森       | 巴爾的摩金鶯     | 右投   | 瑞唐多海灘高中       |
| 26   | 丹·普萊薩         | 密爾瓦基釀酒人   | 左投   | 北卡羅來納州立大學   |
| 27   | 卡爾文·席拉迪 *   | 紐約大都會       | 右投   | 德州大學奧斯汀分校   |
| 28   | 拉斯·莫爾曼 *     | 芝加哥白襪       | 外野手 | 衛奇塔州立大學       |

- 未簽約

## 補償選秀
1. ↑  因紐約洋基簽下自由球員史蒂夫·坎普（英语：Steve Kemp）而得到補償選秀
2. ↑  因舊金山巨人簽下自由球員喬爾·楊布拉德（英语：Joel Youngblood）而得到補償選秀
3. ↑  因芝加哥白襪簽下自由球員佛洛伊德·班尼斯特（英语：Floyd Bannister）而得到補償選秀
4. ↑  因亞特蘭大勇士簽下自由球員皮特·法爾孔（英语：Pete Falcone）而得到補償選秀
5. ↑  因皮特·法爾孔（英语：Pete Falcone）轉隊而得到補償選秀
6. ↑  因比爾·艾爾蒙（英语：Bill Almon）轉隊而得到補償選秀

## 其他著名球員
- 比爾·史威夫特（英语：Bill Swift）, 第2輪, 29順位被明尼蘇達雙城選走, 但未簽約
- 克里斯·薩波, 第2輪, 30順位被辛辛那提紅人選走
- 戴夫·馬加丹, 第2輪, 32順位被紐約大都會選走, 但未簽約
- 喬·奧利佛（英语：Joe Oliver (baseball)）, 第2輪, 41順位被辛辛那提紅人選走
- 傑夫·羅賓森（英语：Jeff Robinson (relief pitcher)）, 第2輪, 44順位被舊金山巨人選走
- 葛倫·布拉格斯（英语：Glenn Braggs）, 第2輪, 54順位被密爾瓦基釀酒人選走
- 瑞克·亞奎萊拉（英语：Rick Aguilera）, 第3輪, 57順位被紐約大都會選走
- 華利·喬伊納（英语：Wally Joyner）, 第3輪, 67順位被加州天使選走
- 查理·海耶斯（英语：Charlie Hayes）, 第4輪, 96順位被舊金山巨人選走
- 羅恩·甘特（英语：Ron Gant）, 第4輪, 100順位被亞特蘭大勇士選走
- 藍尼·哈里斯（英语：Lenny Harris）, 第5輪, 108順位被辛辛那提紅人選走
- 陶德·史陶德邁爾（英语：Todd Stottlemyre）, 第5輪, 119順位被紐約洋基選走, 但未簽約
- 約翰·柏基特（英语：John Burkett）, 第6輪, 148順位被舊金山巨人選走
- 艾瑞克·韓森（英语：Erik Hanson (baseball)）, 第7輪, 172順位被蒙特婁博覽會選走, 但未簽約
- 麥克·艾爾德里特（英语：Mike Aldrete）, 第7輪, 174順位被舊金山巨人選走
- 湯姆·帕格諾齊（英语：Tom Pagnozzi）, 第8輪, 208順位被聖路易紅雀選走
- 傑夫·蒙哥馬利（英语：Jeff Montgomery (baseball)）, 第9輪, 212順位被辛辛那提紅人選走
- 泰瑞·史坦貝克（英语：Terry Steinbach）, 第9輪, 215順位被奧克蘭運動家選走
- 葛倫納恩·希爾（英语：Glenallen Hill）, 第9輪, 219順位被多倫多藍鳥選走
- 傑·布爾納（英语：Jay Buhner）, 第9輪, 230順位被亞特蘭大勇士選走, 但未簽約
- 傑夫·帕瑞特（英语：Jeff Parrett）, 第9輪, 236順位被密爾瓦基釀酒人選走
- 葛雷格·卡達瑞特（英语：Greg Cadaret）, 第11輪, 267順位被奧克蘭運動家選走
- 道格·德拉貝克（英语：Doug Drabek）, 第11輪, 279順位被芝加哥白襪選走
- 凱文·塞特瑟（英语：Kevin Seitzer）, 第11輪, 283順位被堪薩斯市皇家選走
- 約翰·史邁利（英语：John Smiley (baseball)）, 第12輪, 300順位被匹茲堡海盜選走
- 約翰·法雷爾, 第16輪, 403順位被克里夫蘭印地安人選走, 但未簽約
- 特納·吉爾（英语：Turner Gill）, 第18輪, 457順位被紐約洋基選走, 但未簽約
- D·J·多傑爾（英语：D. J. Dozier）, 第18輪, 459順位被底特律老虎選走, 但未簽約
- 麥克·費特斯（英语：Mike Fetters）, 第22輪, 560順位被洛杉磯道奇選走, 但未簽約
- 傑夫·金恩（英语：Jeff King (baseball)）, 第23輪, 573順位被芝加哥小熊選走, 但未簽約
- 麥特·威廉斯, 第27輪, 664順位被紐約大都會選走, 但未簽約
- 馬克·蘭姆克（英语：Mark Lemke）, 第27輪, 677順位被亞特蘭大勇士選走
- 麥克·傑克森（英语：Mike Jackson (right-handed pitcher)）, 第29輪, 721順位被費城費城人選走, 但未簽約
- 陶德·齊爾（英语：Todd Zeile）, 第30輪, 739順位被堪薩斯市皇家選走, 但未簽約
- 雷斯·蘭卡斯特（英语：Les Lancaster）, 第39輪, 811順位被德州遊騎兵選走, 但未簽約
- 葛倫·戴維斯（英语：Glenn Davis (baseball)）, 第42輪, 817順位被德州遊騎兵選走, 但未簽約

## 外部連結
- MLB.com - 1983 Draft Tracker (all rounds)
- MLB.com - Draft History （页面存档备份，存于）
- Complete draft list from The Baseball Cube database （页面存档备份，存于）

| 前任： 沙翁·鄧斯頓 | 選秀狀元 提姆·貝爾契爾 | 繼任： 尚恩·艾卜納 |